# Cenizas en el cielo
Cenizas en el cielo (en catalán, Un cel de plom) es una película dramática biográfica española dirigida por Miquel Romans y basada en la novela homónima de Carme Martí. Está protagonizada por Nausicaa Bonnín en el papel de Neus Català. Se estrenó en los cines el 28 de abril de 2023. Se visionó en la sección oficial del BCN Film Fest el pasado 22 de abril.

## Argumento
En 1945, tras la liberación de los campos de concentración nazis, Neus Català regresa a Francia después de ser prisionera del ejército alemán. Mientras se recupera en libertad, recuerda los hechos que ha vivido un año antes en Checoslovaquia con un grupo de mujeres, cuando sabotearon la fábrica de producción de balas en la que los nazis las habían forzado a trabajar. Este grupo de mujeres era conocido como el Comando de las Gandulas.

## Reparto
- Nausicaa Bonnín: Neus Català
- Raquel Lascar: Frau Koch
- Roger Batalla: Albert
- Iria del Río: Noemí
- Natalia Barrientos: Ángela
- Nuria Campbell: Titi
- Adriana Galo: Marianne
- Natascha Wiese: Simone